# Pop in Q
Pop in Q (яп. 台風のノルダ Поппин К:ью) — японский анимационный танцевальный фильм режиссера Наоки Мияхары, снятый Toei Animation, написанный Сюко Араи, совместно с командой Тодо Идзуми. Был выпущен в Японии компанией Toei 23 декабря 2016 года и приурочен к 60-летию студии.

## Сюжет
История начинается за день до выпускной церемонии. Пять учениц средней школы обеспокоены своей жизнью. После внезапного происшествия они встречают друг друга в мире фантазий, где узнают о надвигающейся угрозе, с которой сталкивается этот мир. Способ предотвратить кризис — это совместная работа пятерых девушек и объединение их пяти сердец как одного посредством танца. Однако девушки не могут полюбить мир и не могут раскрыть друг другу истинные чувства, поэтому их сердца не могут объединиться. А времени остаётся всё меньше.

## Персонажи
| Персонажи       | Сэйю            |
| --------------- | --------------- |
| Исуми Коминато  | Асами Сэто      |
| Аой Хиока       | Сиори Идзава    |
| Конацу Томодатэ | Ацуми Танэдзаки |
| Асахи Омити     | Ари Одзава      |
| Саки Цукуи      | Томоё Куросава  |
| Покон           | Марина Таноуэ   |
| Рутиа           | Каори Исихара   |
| Дарен           | Каэдэ Хондо     |
| Адона           | Мао Итимити     |
| Рупи            | Сатоми Араи     |